# Окулярник пембейський
Окулярник пембейський (Zosterops vaughani) — вид горобцеподібних птахів родини окулярникових (Zosteropidae). Ендемік Танзанії. Названий на честь Джона Генрі Вагана, британського прокурора і орнітолога.

## Опис
Довжина птаха становить 10-10,5 см. Верхня частина тіла жовтувато-зелена, лоб жовтий, тім'я зеленувате. Нижня частина тіла жовта, боки зеленувато-оливкові. Махові і стернові пера коричневі, центральна пара стернових пер зеленувато-оливкова. Навколо очей вузькі білі кільця. Райдужки темно-карі або чорні. Дзьоб чорний, лапи чорні або сірі. Виду не притаманний статевий диморфізм.

## Поширення і екологія
Пембейські окулярники є ендеміками острова Пемба, що знаходиться неподалік Занзібару. Вони живуть в тропічних і мангрових лісах, чагарникових заростях, в садах і на плантаціях. Є досить поширеними птахами в межах свого ареалу.

## Поведінка
Пембейські окулярники харчуються комахами, насінням Tacca leontopetaloides, квітками перцю, ягодами чорної шовковиці, плодами Margaritaria discoidea і Antidesma venosum.
Сезон розмноження може тривати з серпня по березень, однак переважно триває з жовтня по грудень. Гніздо чашоподібне, зроблене з сухої трави і рослинних волокон пальми. Воно розміщується в чагарниках або на невисокому дереві, на висоті від 1 до 3 м над землею. В кладці 2 блакитнуватих яйця.